# アークプロダクション
株式会社アークプロダクション（英文社名：arck production inc.）は、東京都渋谷区に本社を置く日本の芸能プロダクションである。

## 概要
音楽プロデューサー古沢賢太郎が、音楽アーティスト、モデル・タレントのマネジメント事務所として2013年9月に設立。エイベックス・マネジメントをはじめ、多くの提携アーティストの総合プロデュースにも携わる。韓国アーティストの日本展開も行なっている。

## 特色

### プロデュース / マネジメント事業
2013年 GACKT
2015年 Block B
2017年 浜崎あゆみ
2020年 AKB48 海外グループ
2020年 まるりとりゅうが

### 音楽事業
2018年10月26日 ザ・ヒーナキャットとの専属契約を発表。
2015年12月10日 所属アーティストROZEをプレスリリースにて発表。

## 所属音楽アーティスト
C.ON  ＜作曲家＞
Jester K.  ＜作曲家＞
ROZE
- MAO
- MAKAHA
- MARINA
- MALI
- AYAKA（〜2016年9月）
- EILEEN（〜2016年7月）
- YUKI（〜2017年5月）

ザ・ヒーナキャット
- ひーちゃん
- ちの

## 所属モデル・タレント

### 女性モデル
- 永井麻央

### 海外エージェント
- ローレン・マイコラス

- alan（エイベックス・マネジメント）

### 男性モデル
- 山ノ内ジャン
- SUPERTWINS（YUTO&HAYATO)

### プロデュース
- Block B（アービング）
- GACKT（G-PRO）

過去の所属者

- 砂田早紀
- 佐藤ミケーラ倭子（エイベックス・プランニング&デベロップメント / 元アイドリング!!!）
- 中村衣里
- 松田彩那
- 今吉めぐみ（7cm・元SDN48）
- 河原有菜
- ぶんみか
- 二瓶藍菜
- アナベル結羽
- 青木歌音
- 野中寿乃
- 野中嘉乃
- 山下恵那
- ella
- 神田梨瑠
- 村上和紗